# Quebrando a Rotina
Quebrando a Rotina foi um reality show brasileiro exibido pela Rede Globo no ano de 2004, sendo comandado pelo apresentador Luciano Huck. Era incorporado ao programa de televisão Caldeirão do Huck, sendo exibido no fim deste. Foi exibido nas tardes de sábado, tendo duas temporadas. Entrou ao ar em 21 de agosto de 2004 e teve sua finalização 25 de dezembro
A primeira temporada trouxe como convidados a dupla de música pop Sandy & Junior, sendo gravada no início de agosto de 2004 e exibida em cinco episódios, entre 21 de agosto e 18 de setembro. A viagem durou uma semana e passou pela rota turística da Estrada Real com destino às cidades históricas de Minas Gerais, como Ouro Preto, São Brás do Suaçuí e Catas Altas. Teve uma média de audiência de 22 pontos. A segunda temporada do reality trouxe os cantores Felipe Dylon e Wanessa Camargo, tendo como cenário o litoral sul do Rio de Janeiro e o litoral norte de São Paulo, saindo de Paraty e tendo como destino o arquipélago de Ilhabela. A exibição foi de 4 a 25 de dezembro.

## Produção
Em 2004 Luciano Huck e sua equipe começaram a elaborar em um novo projeto para a Rede Globo que fosse original, fugindo de recorrer à versões de outros trabalhos já realizado antes em outros países, para estrear entre a primavera e o verão. O formato escolhido foi de reality show, trazendo algum artista em ascensão de interesse do público jovem, onde a ideia era unir aventura e viagem, levando-o para sair de sua rotina de apresentações e eventos para expô-lo a dias na natureza, desconstruindo a imagem de celebridade. O projeto dispensava produção de alto custo, iluminação, seguranças ou figurinos, propondo uma realidade crua. Os convidados para a estreia do reality show foi a dupla Sandy & Junior.
A primeira temporada foi exibida em cinco episódios de 21 de agosto e 18 de setembro de 2004. Já a segunda sessão teve quatro episódios entre 4 e 25 de dezembro do mesmo ano. Uma terceira temporada foi planejada para ser gravada em 2005 em meio à Amazônia, porém nunca veio a se concretizar. A direção do reality show foi realizada por Ignácio Coqueiro, a produção de arte por Bia Lima e a produção geral por Roni.

### Primeira temporada

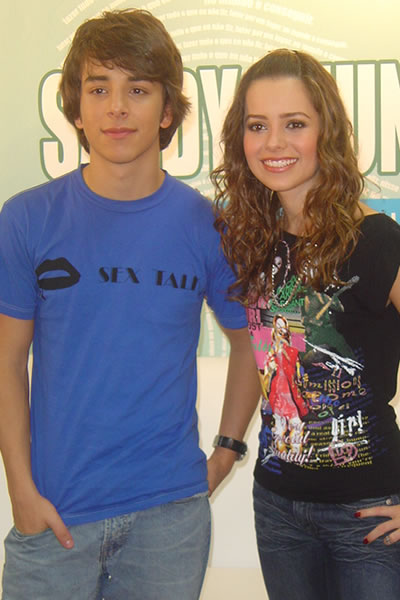
A dupla Sandy & Junior estrelou a primeira temporada.

A primeira temporada trouxe como convidados a dupla de música pop Sandy & Junior. A gravação foi realizada no início de agosto em Minas Gerais. Foi dividido em cinco episódios, exibidos de 21 de agosto de 2004 à 18 de setembro. O convite aos irmãos foi feito por Luciano Huck em julho de 2004 nos bastidores da gravação do Criança Esperança daquele ano. Segundo Junior Lima ambos aprovaram a proposta no mesmo momento: "A gente recebeu o convite do Luciano, que é nosso amigo, e eu curti a ideia de cara". A temporada foi gravada em uma semana e exibida em cinco episódios, mostrados um por sábado. Com apenas uma mala cada, o percurso foi realizado todo dentro de um trailer de viagem, partindo da cidade de Tiradentes e passando pela rota turística da Estrada Real com destino às outras cidades históricas de Minas Gerais, como Ouro Preto, São Brás do Suaçuí, Lagoa Dourada, São João Del Rei, Belo Horizonte e Catas Altas.
O primeiro desafio lançado pelo apresentador foi que a dupla compusesse uma canção sobre a viagem, dando origem à faixa "Vida de Marola". As atividades rotineiras foram todas realizadas pelo apresentador e a dupla, como arrumar a cama, lavar as louças e roupas, com intuito de desmistificar a vida artística para algo normal. Foram proporcionadas atividades locais de Minas Gerais para serem realizadas, como extração de mel, montaria, um campeonato de paintball, além de  trilha e arborismo pelo Parque Natural do Caraça. No último episódio a banda Fala Mansa foi convidado para se apresentar, sendo que a dupla apresenta a versão final de "Vida de Marola", contando a história da viagem. A canção posteriormente foi incluída no relançamento do disco Identidade.

### Segunda temporada
Para a segunda temporada Luciano Huck convidou os artistas de música pop Felipe Dylon e Wanessa Camargo, fazendo uma ligação inesperada para ambos para fazer a proposta, sem prévio aviso, avisando apenas que sairiam no dia seguinte. A gravação ocorreu durante quatro dias, entre 14 e 18 de novembro, tendo como cenário o litoral sul do Rio de Janeiro e o litoral norte de São Paulo. Com direito à levar duas malas cada e um terceiro item de escolha, Felipe Dylon levou apenas uma mochila e uma prancha, enquanto Wanessa Camargo foi com uma mala e um baú de sapatos. Luciano buscou o cantor na cidade Angra dos Reis e a cantora em Tarituba em um iate para seguir o percurso inicial, Paraty, sendo que o último ponto seria no arquipélago de Ilhabela. A temporada do reality show foi dividida em quatro episódios, exibidos aos sábados, com estreia em 4 de dezembro de 2004 e finalização no dia de Natal, 25 do mesmo mês. O ator Bruno de Luca se juntou ao trio no segundo episódio.
A dupla praticou atividades como banho de lama medicinal, corrida de kart e surfe, instruídos por Felipe, durante o percurso que passou pelas cidades litorâneas em um trailer. Além disso a dupla de cantores realizou atividades rotineiras como lavar roupas e cozinhar. Em uma das ocasiões Wanessa foi jogada dentro da piscina da pousada onde estiveram junto com seu colchão por não cumprir os horários de acordar. Os atores André di Biasi e Kadu Moliterno fizeram uma participação no terceiro episódio, surfando com a dupla e realizando um churrasco para eles. O desafio de compor uma canção sobre a viagem continuou, como na primeira temporada, sendo que Felipe Dylon e Wanessa Camargo criaram a faixa "Amor de Praia", apresentada no último episódio. Em entrevista a UOL, Felipe comentou sobre a criação da canção: "A coisa mais legal foi a música que fizemos durante a viagem. Foi o máximo". Felipe e Wanessa tiveram um breve romance após o programa.

## Episódios

### 1ª temporada: Sandy e Junior
| # | # | Título           | Director(es)     | Exibição original      |
| --- | - | ---------------- | ---------------- | ---------------------- |
| 1 | 1 | "Episódio 1"     | Ignácio Coqueiro | 21 de agosto de 2004   |
| Luciano Huck convida a dupla Sandy & Junior para estrelar a primeira temporada do reality show durante a gravação do Criança Esperança. A dupla desembarga em Tiradentes, em Minas Gerais, de helicóptero e entra no trailer onde passarão a viagem toda, dando início a viagem. |   |                  |                  |                        |
| 2 | 2 | "Episódio 2"     | Ignácio Coqueiro | 28 de agosto de 2004   |
| O trio percorre a rota turística da Estrada Real e chega na Fazenda do Váu, onde se cria jumentos. Sandy cozinha e limpa o trailer, enquanto Junior conserta a parte externa. O trio cavalga pela fazenda durante o final da tarde e monta barracas para dormir. Durante a noite Sandy & Junior tocam violão e cantam em volta de uma fogueira a canção "Autumn Leaves", versão de Raquel Bitton, além do single "Você pra Sempre (Inveja)". A dupla também fala sobre a imagem intocável que se criou em volta deles. Luciano propõe que a dupla escreva uma nova canção sobre a viagem e o desafio é aceito pelos cantores. |   |                  |                  |                        |
| 3 | 3 | "Episódio 3"     | Ignácio Coqueiro | 4 de setembro de 2004  |
| O trio chega em São Brás do Suaçuí, onde encontra uma escola de música clássica que ensina a tocar instrumentos de orquestra. Junior Lima toca violino, enquanto Sandy canta com os artistas locais. A dupla canta "Desperdiçou" com as crianças da escola. O trailer é parado pela polícia. |   |                  |                  |                        |
| 4 | 4 | "Episódio 4"     | Ignácio Coqueiro | 11 de setembro de 2004 |
| O trio passa por outras cidades mineiras, Parque Natural do Caraça, em Catas Altas, onde praticam arborismo, tiroleza, fazem trilha, e um campeonato de paintball no projeto Minas Radical, além de conhecer uma fazenda de extração de mel. |   |                  |                  |                        |
| 5 | 5 | "Episódio Final" | Ignácio Coqueiro | 18 de setembro de 2004 |
| O trio finaliza a viagem e reflete sobre o percurso e contato com a natureza. Sandy & Junior apresentação a canção que escreveram, "Vida de Marola". |   |                  |                  |                        |

### 2ª temporada: Felipe Dylon e Wanessa Camargo
| # | # | Título       | Director(es)     | Exibição original      |
| --- | - | ------------ | ---------------- | ---------------------- |
| 1 | 6 | "Episódio 1" | Ignácio Coqueiro | 4 de dezembro de 2004  |
| Luciano Huck convida Felipe Dylon e Wanessa Camargo através de um telefonema inesperado, avisando que sairiam no dia seguinte. O apresentador busca os dois artistas em seus determinados pontos e os três partem dentro de um trailer para uma viagem entre o litoral sul do Rio de Janeiro e o litoral norte de São Paulo. |   |              |                  |                        |
| 2 | 7 | "Episódio 2" | Ignácio Coqueiro | 11 de dezembro de 2004 |
| O trio chega em Paraty e anda pela cidade conhecendo os pontos turísticos, além de passar por um banho de lama medicinal. O ator Bruno de Luca se junta a eles na viagem. Felipe e Wanessa entram em uma rádio comunitária Nova Onda, onde atendem telefonemas dos ouvintes de surpresa, anunciando a chegada deles na cidade e respondendo perguntas. Luciano propõe que a dupla componha uma canção-tema para a temporada, fazendo com que os dois comecem a trabalhar na faixa. Eles chegam em Itamambuca, onde se hospedam em uma pousada. Wanessa e Luciano preparam o jantar, enquanto Felipe arruma o local para dormir. |   |              |                  |                        |
| 3 | 8 | "Episódio 3" | Ignácio Coqueiro | 18 de dezembro de 2004 |
| Wanessa perde a hora de acordar e é jogada pelos rapazes dentro da piscina junto com seu colchão. A cantora fica incumbida de fazer o café da manhã, sendo que depois Felipe ensina todos a surfar. Os atores André di Biasi e Kadu Moliterno fazem uma participação especial para surfar junto e preparam um churrasco em homenagem a eles. De volta à estrada, eles chegam em Tabatinga, onde conhecem o locutor de telemensagem Diego Ramos, ajudando-o a pedir a namorada Alessandra em casamento. Felipe e Wanessa cantam "Você", de Tim Maia, para o casal.                                                               |   |              |                  |                        |
| 4 | 9 | "Episódio 4" | Ignácio Coqueiro | 25 de dezembro de 2004 |
| Luciano, Felipe e Wanessa passam por Caraguatatuba e chegam à Ilhabela e percorrem um circuito de kart, vencida pela cantora. A dupla realiza uma apresentação em um bar escolhido por eles. Em uma tenda na praia, eles refletem sobre os momentos da viagem e a ligação com a natureza. Os dois cantores finalizam a canção "Amor de Praia" e a apresentam no final do reality. |   |              |                  |                        |

## Audiência
A temporada marcou uma média de audiência de 22 pontos, quatro a mais no horário do que antes de sua estreia. Os episódios foram vendidos pela Rede Globo para outros países durante a Mipcom, evento internacional anual de conteúdo multimídia, onde pode ser adquirido por emissoras de outras nacionalidades.